# Colonne de Maenius
La colonne de Maenius ou colonne Maenia (en latin : Columna Maenia) est une colonne commémorative située à Rome sur le Forum Romain.

## Localisation
La colonne se dresse entre le Comitium, la basilique Porcia et le Tullianum, à proximité de la Graecostasis, tribune utilisée par les ambassadeurs étrangers, et des Rostres républicains, ce qui correspond à l'extrémité nord-est de l'arc de Septime Sévère sous l'Empire.

## Fonction
D'après Pline l'Ancien, avant 267 av. J.-C. et l'introduction à Rome du premier cadran solaire, la colonne sert de repère pour évaluer l'heure dans la journée. Un accensus consulum installé devant Curia Hostilia annonce l'heure à midi quand le soleil se trouve entre les Rostra et la Graecostasis et à la suprema hora, c'est-à-dire au crépuscule, quand le soleil passe entre la colonne de Maenius et le Tullianum,.
Les esclaves et les voleurs sont jugés près de cette colonne. Certains d'entre eux sont liés à la colonne en guise de supplice public. À l'époque de Cicéron, les noms des débiteurs défaillants y sont affichés par leurs créditeurs lésés,.

## Histoire
La colonne est érigée en 338 av. J.-C. par le consul Caius Maenius pour commémorer ses victoires militaires sur les Latins et les Volsques venus soutenir les Antiates révoltés contre Rome lors d'une bataille sur la rivière Astura,.